# 筆箱

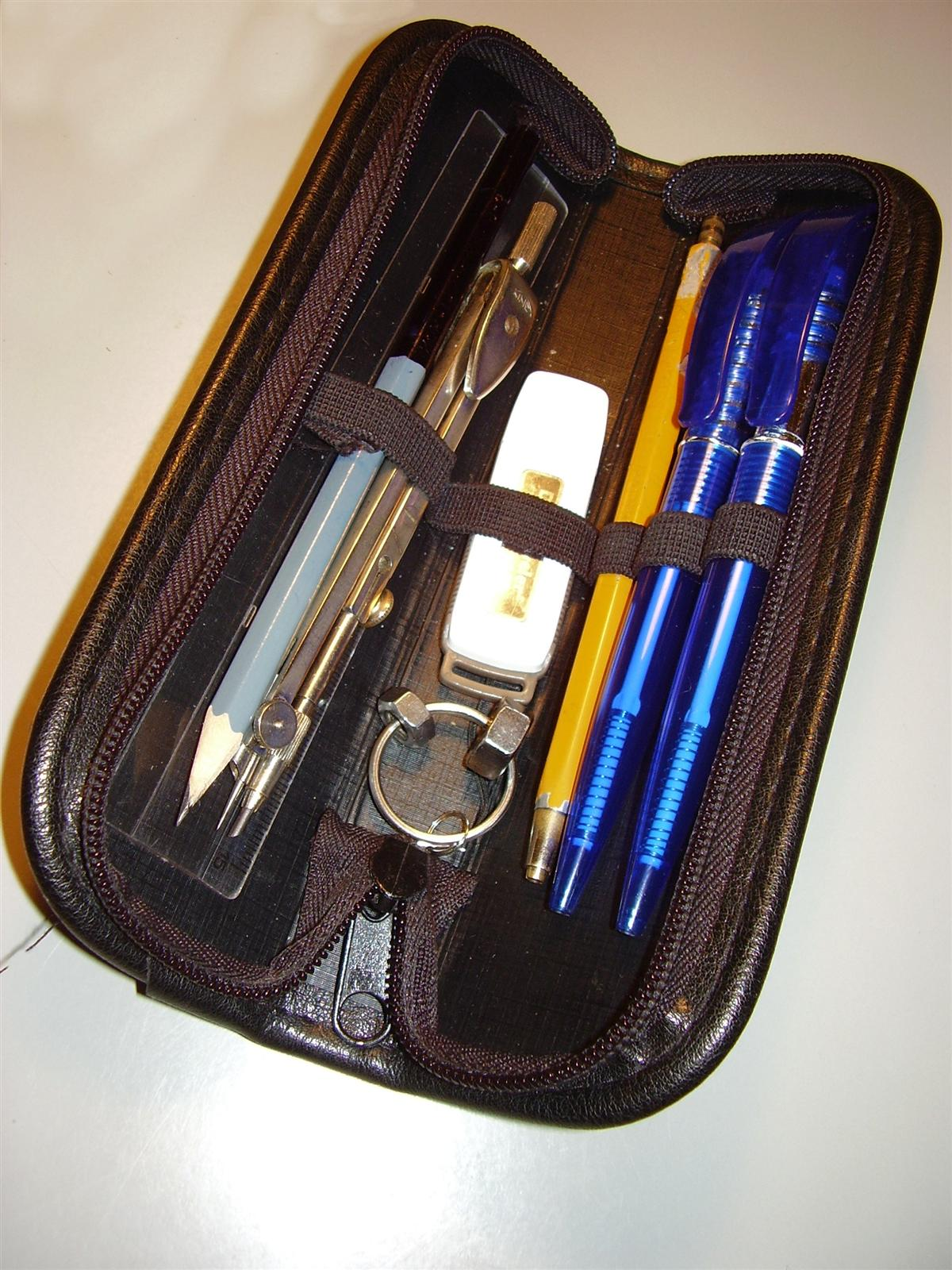
筆箱

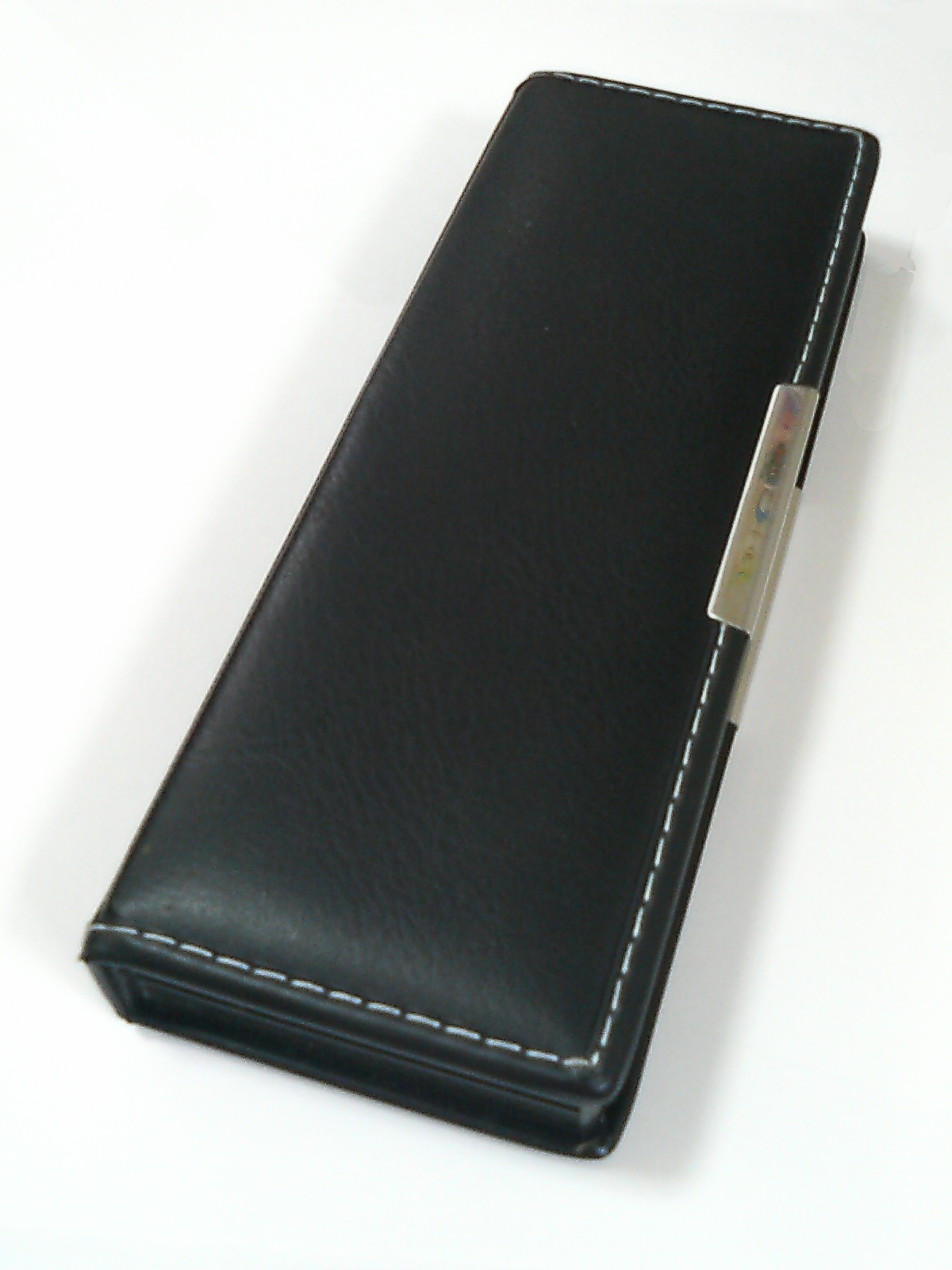
筆箱の外観

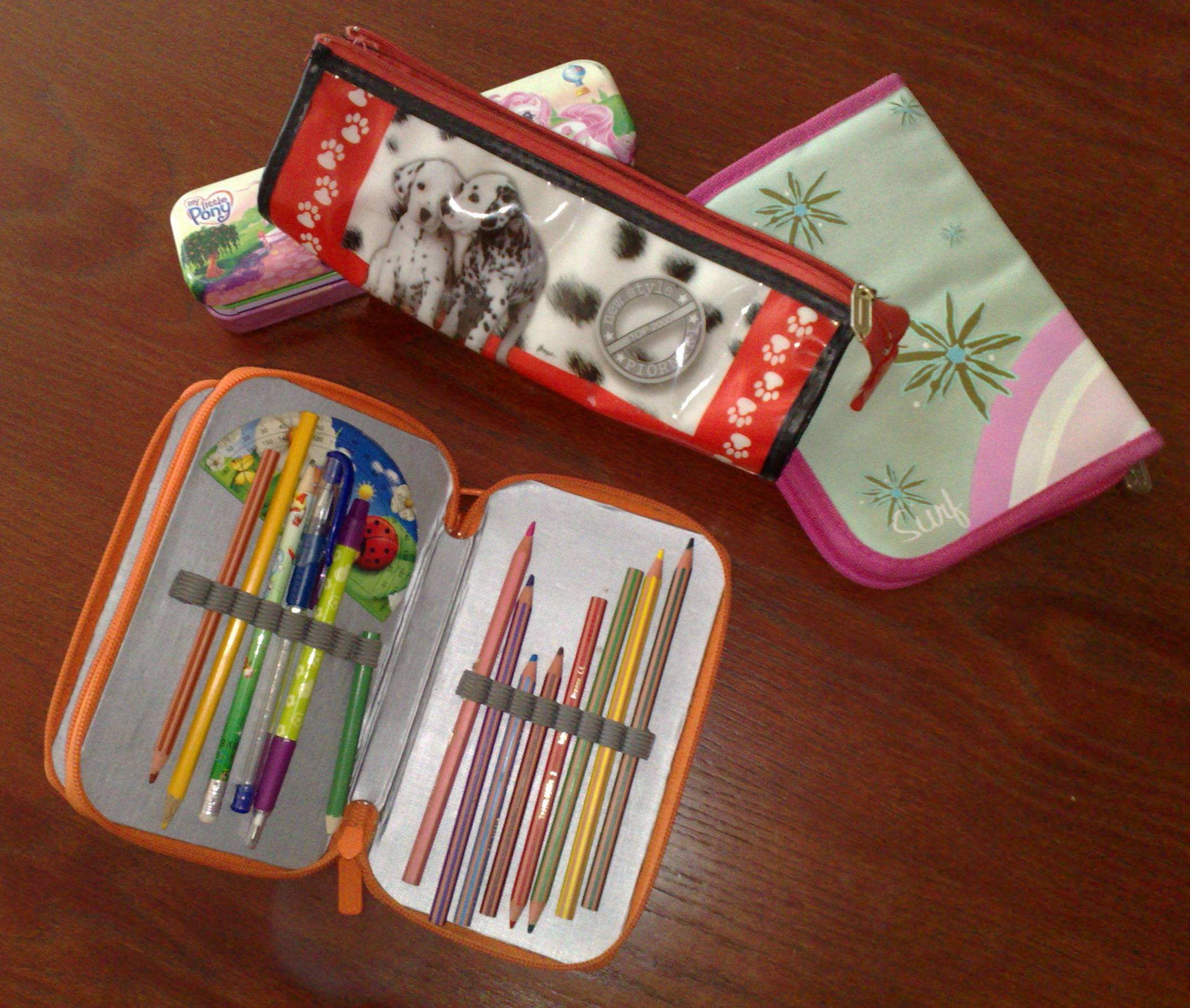
様々な筆箱

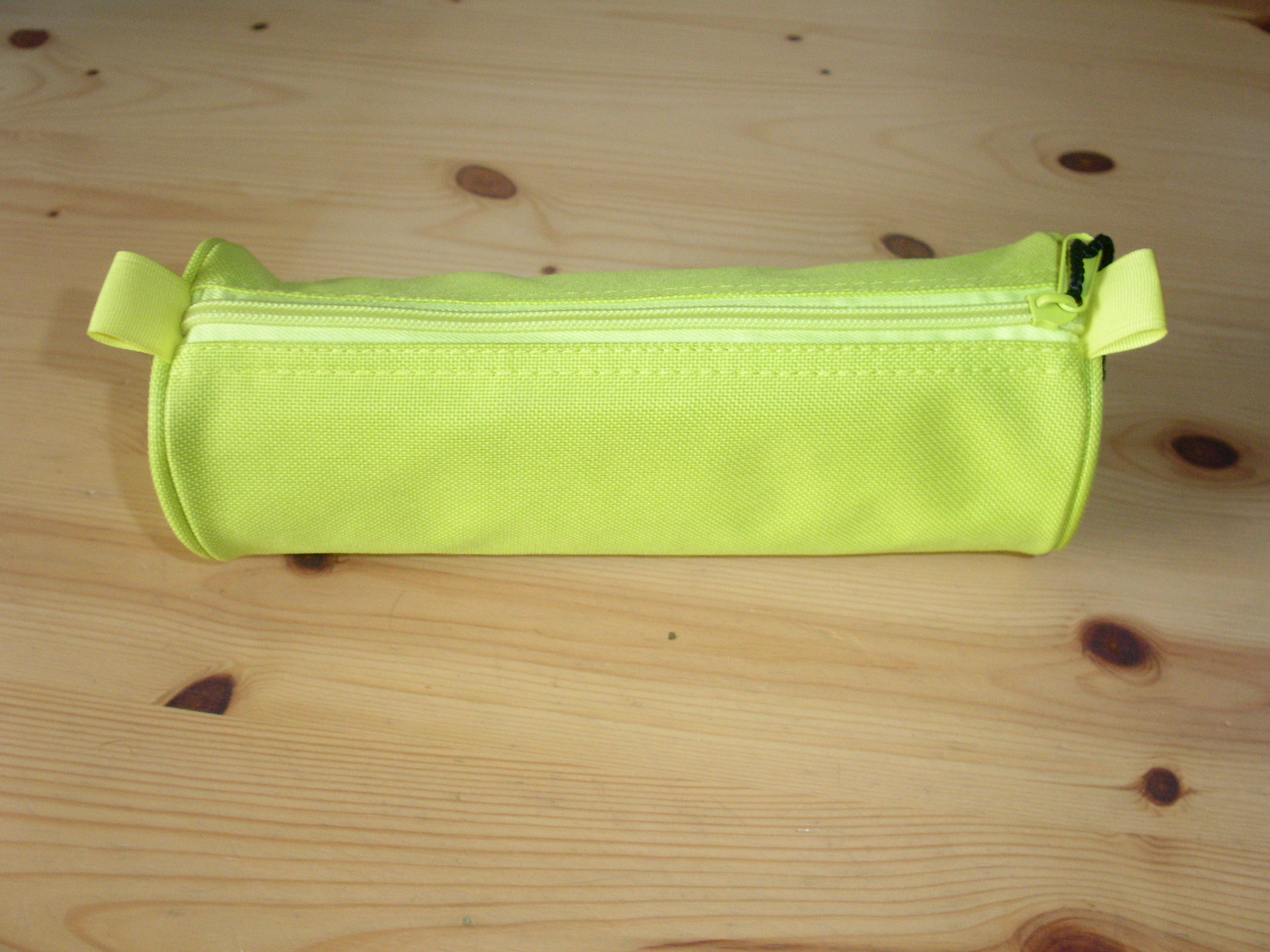
閉じた状態の筆箱

筆箱（ふでばこ）とは、筆記具などを収め、持ち運ぶのに用いる文房具である。筆入れ（ふでいれ）、ペンケースとも称される。

## 歴史
明治時代に日本は西洋の良いものを取り入れようとした。その時に鉛筆も日本に入り、家から学校に運ぶ時には木箱を使っていた。その後、アルミ缶と併用されるようになっていった。1970年前後には、小学生向きに「電子ロック」（実際は磁石を用いた開閉ロック機構）を付けた製品が登場し、その後裏表に開閉扉が付くもの、扉にシャッター機構を採用し一瞬に開くもの、さらに収納面を増やすなどのギミックを組み込んだ「マチック」タイプの筆箱が流行した。しかし子供の価値観が変化する時代の推移に伴い、1980年前後を境に衰退した。

## 構造
かつてはセルロイドによるものが多かったが、引火しやすいという欠点があった。ブリキ製のものも伝統的で現在も一定数の金属製のものがある（カンペンと呼ぶ）。現在はポリ塩化ビニル等のプラスチック製や布製の物がほとんどである。他に皮革、人造皮革製の物もある。
形式も様々で、伝統的なものは弁当箱のような入れ子式の蓋を持つもので、中には鉛筆を入れるしきりなどがある。布製のものは横に長い財布のような構造で入れ口はファスナーで開閉する。
鉛筆削りを内蔵したもの、キャラクターやイラスト、ブランド名の入ったものもある。

### 材質
- 金属製
  - ブリキ
  - ステンレス
- 布製
  - キャンバス
- 革製
  - 羊
  - 人造皮革
- その他
  - ポリ塩化ビニル（PVC）
  - ポリウレタン（PU）
  - ポリカーボネート（PC）

### 閉じ口
- 金属製やポリ塩化ビニル
  - 蝶番　
  - 磁石
  - 蓋
- 革・布
  - ファスナー
  - ベルト

小学校は鉛筆キャップを禁止しているところが多く、箱型でホルダー付きの筆箱が指定されている。授業中の鉛筆削り（携帯用も含む）も禁止されているので、5本ぐらい用意して自宅で削るように指示されている。教室には卓上の鉛筆削りが用意されているが、休み時間は遊びに夢中で削り忘れる子が多いためである。

## 著名なメーカー
- サンスター文具 -「象が踏んでも壊れない」というキャッチフレーズのCMを流したアーム筆入が有名。
- 吉田カバン - PORTERブランドのペンケースが、ブランドペンケースの中で1位の人気を誇る。素材に拘っており、高校の入学祝いに有名[要出典]。